# Provincia fitogeográfica paranaense

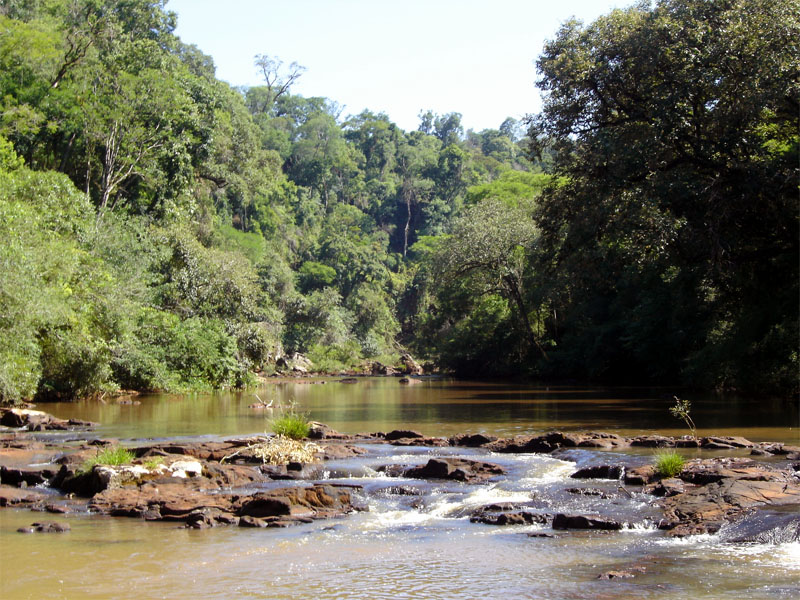
Provincia fitogeográfica paranaense.

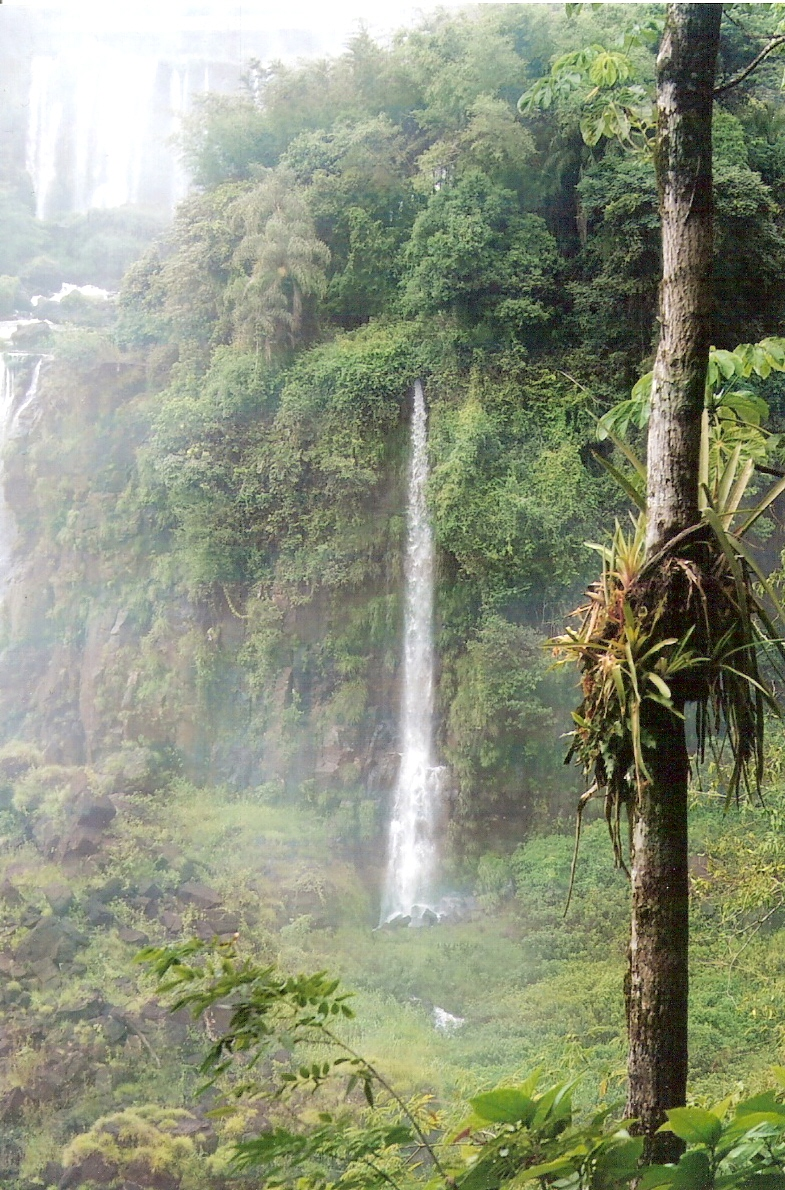
Provincia fitogeográfica paranaense.

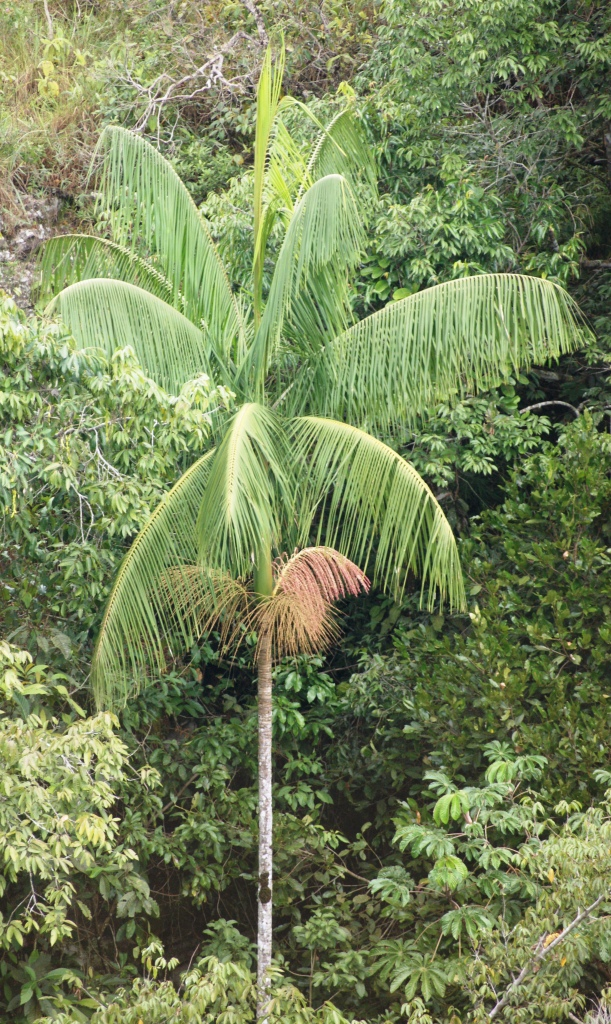
El palmito es una palmera característica de esta formación.

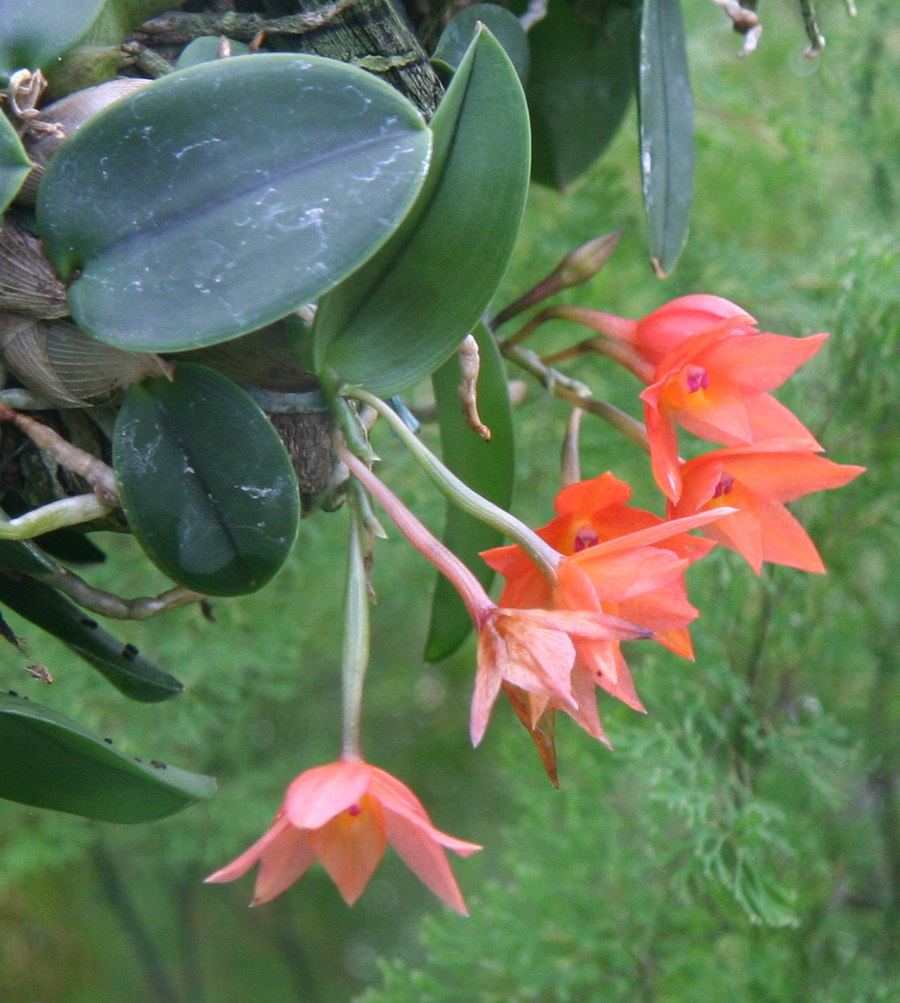
La Sophronitis cernua es una orquídea característica de esta formación.

La provincia fitogeográfica paranaense es una de las provincias fitogeográficas en que se divide el dominio fitogeográfico amazónico. Incluye formaciones de selva, en su mayor parte, pero también bosques más secos y extensas sabanas.

## Sinonimia
También es llamada: Formación paraguaya, Formación misionera, Bosques tropicales higrófilos, Selva de Misiones, Selva y sabanas del Brasil austral, Selva tropical misionera, Selva tropical misionera y Parque correntino, Selva misionera-brasileña, Provincia (fitogeográfica) misionera, Selva misionera, Selva austrobrasileña, Zona de sabanas y selvas del sur de Brasil, Provincia tropical oriental, Región de las selvas tropicales del este y del sur de Brasil, Zona de las araucarias sudbrasileñas, Bosque atlántico de Sudamérica, Bosque atlántico del Alto Paraná, Selva paranaense, etc.

## Distribución
Según la clasificación de Ángel Lulio Cabrera, esta provincia fitogeográfica comprende las selvas y sabanas del sector interior del sudeste del Brasil, el este del Paraguay, el nordeste argentino, así como las selvas en galería que acompañan a los grandes ríos de la cuenca del Plata, penetrando profundamente hacia el sur y el oeste. Además, incluye parte de las dilatadas sabanas de carácter edáfico que bordean por el sur y el sudoeste al bloque de selva primaria, generando grandes ecotonos con los campos de la provincia fitogeográfica del cerrado y sectores septentrionales de la provincia fitogeográfica pampeana.

## Afinidades florísticas
Esta provincia fitogeográfica guarda estrecha relación con la provincia fitogeográfica atlántica o mata atlántica típica, la que la bordea por el este. Asimismo también mantiene afinidades con la provincia fitogeográfica de las yungas o selvas de montaña de las estribaciones de la cordillera andina.

## Características
La provincia fitogeográfica paranaense se caracteriza por la abundancia de elementos tropicales como palmeras, aráceas, lauráceas, orquidáceas, bromeliáceas, helechos arbóreos, Heliconias, etc, variando la vegetación dependiendo del suelo, altitud, latitud, lluvias, etc.

## Suelos
Los suelos se presentan de un fuerte tono rojo, lateríticos, ácidos, formados por partículas finas.

## Relieve
El relieve es accidentado, con lomas suaves o sierras de poca altura.

## Clima
El clima más característico es tropical húmedo; hacia el oeste pasa a semitropical semiestépico. En ambos hiela muy suavemente en invierno, aunque las laderas de los cerros (por el drenaje del aire frío) y algunos sectores que bordean a los grandes ríos suelen estar libres de ellas gracias a las neblinas nocturnas y la acción morigeradora de las aguas cálidas. A mayor altitud el clima pasa a tropical marítimo. Aquí las heladas son más intensas, incluso puede nevar excepcionalmente. En sectores del estado de Paraná se presentan climas de mayor altitud: Tierra fría baja (raramente hiela, y muy suave), y Tierra tropical húmeda, este último completamente libre de heladas.
Las lluvias ocurren todo el año, acumulando 1550 mm en los sectores menos favorecidos del sudoeste, y superando los 2000 mm hacia el noreste y en las sierras.

## Distritos fitogeográficos
A esta provincia fitogeográfica es posible subdividirla en varios distritos fitogeográficos, algunos de carácter edáfico.
- Distrito fitogeográfico de las selvas mixtas
- Distrito fitogeográfico de los campos y malezales
- Distrito fitogeográfico planaltense